# Comtat de Belfort
El comtat de Belfort fou una jurisdicció feudal al Sacre Imperi Romanogermànic, que mai va existir com a tal, sinó com una de les parts del comtat de Montbéliard.
Amb Héricourt, Belfort fou part integrant del comtat de Montbéliard governat pels senyors de Montfaucon. A la mort de Thierry III, anomenat "el Gran Baró", el comtat de Montbéliard (l'actual part nord del Franc Comtat), va caure en mans de Renald de Borgonya pel seu matrimoni amb Guillemeta de Neufchâtel, hereva única hereva dels béns de Thierry IIII. Renaud era el fill gran d'Hug III, senyor de Salins, comte de Borgonya pel seu matrimoni amb Alix de Merànie, filla d'Otó II, duc de Merània i comte palatí de Borgonya. La parella va tenir onze fills, dels quals Otó IV va heretar del comtat de Borgonya per dret de la seva mare.
El matrimoni de Renald de Borgonya i de Guillemeta de Neufchâtel es va celebrar el 1282. De la parella naixeren quatre noies i un noi; aquest aviat es va veure que era retardat mental. Renald va redactar un primer testament l'any 1314, en què va designar el seu fill Otení com a hereu dels seus estats. Tanmateix, si al cap de cinc anys aquest es trobés per la seva malaltia en la incapacitat per administrar-los, llavors, els béns serien compartits entre els altres fills. Al seu testament, Renald designava al seu germà Hug de Borgonya com a regent del comtat, i principal executor del seu testament; a més a més, li va demanar que prengués el seu fill Otení en custòdia a la seva defunció. Renald va morir el 1322, i totes les disposicions testamentàries foren confirmades. Abans, Joana de Montbéliard, la filla gran de Renald, s'havia unit a Ulrich III, comte de Ferrette, del qual les terres (la part sud de l'actual Alt Rin) confrontaven amb el comtat de Montbéliard.
En el primer repartiment, Belfort va anar a parar de facto, a Joana de Montbéliard. Però el seu marit Ulrich III va morir el 1324, i la parella no deixava més que filles, de les quals la gran, Joaneta, es va casar gairebé de seguida amb el duc Albert II d'Àustria. Aquest matrimoni va unir el comtat de Ferrette als dominis alsacians dels Habsbourg. L'assumpte es complica amb les segones núpcies successives de la seva mare, Joana de Montbéliard, en principi amb Rodolf de Hesse, marcgravi de Bade, i després amb Guillem de Katzenellenbogen. En el moment del repartiment definitiu dels béns de la casa de Montbéliard pel tractat de Granges (1332), Joana tenia oficialment Belfort, Grandvillars, Héricourt i Rougemont; el comtat de Montbéliard es trobava doncs desmembrat en dos parts. L'altra entitat anava a Agnès, la tercera filla de Renald, que s'havia casat amb Enric de Montfaucon (que es titulara comte de Montbéliard el 1338 a la mort del seu cunyat Otení). Joana, que es titulava «senyora de Belfort» però portava el títol de comtessa, morí el 1350, però les seves segones núpcies van donar origen a nombrosos fills amb drets, i els assumptes que concerneixen la successió dels seus béns foren objecte de nombrosos embolics; el cabdell s'albira llarg i difícil de desenredar.
Finalment, fou vers el 1360 quan Belfort es trobà integrada definitivament en el domini austríac.